# Station Wigton
Wigton is een spoorwegstation van National Rail in Wigton, Allerdale in Engeland. Het station langs de Cumbrian Coast Line is eigendom van Network Rail en wordt beheerd door Northern Rail. 

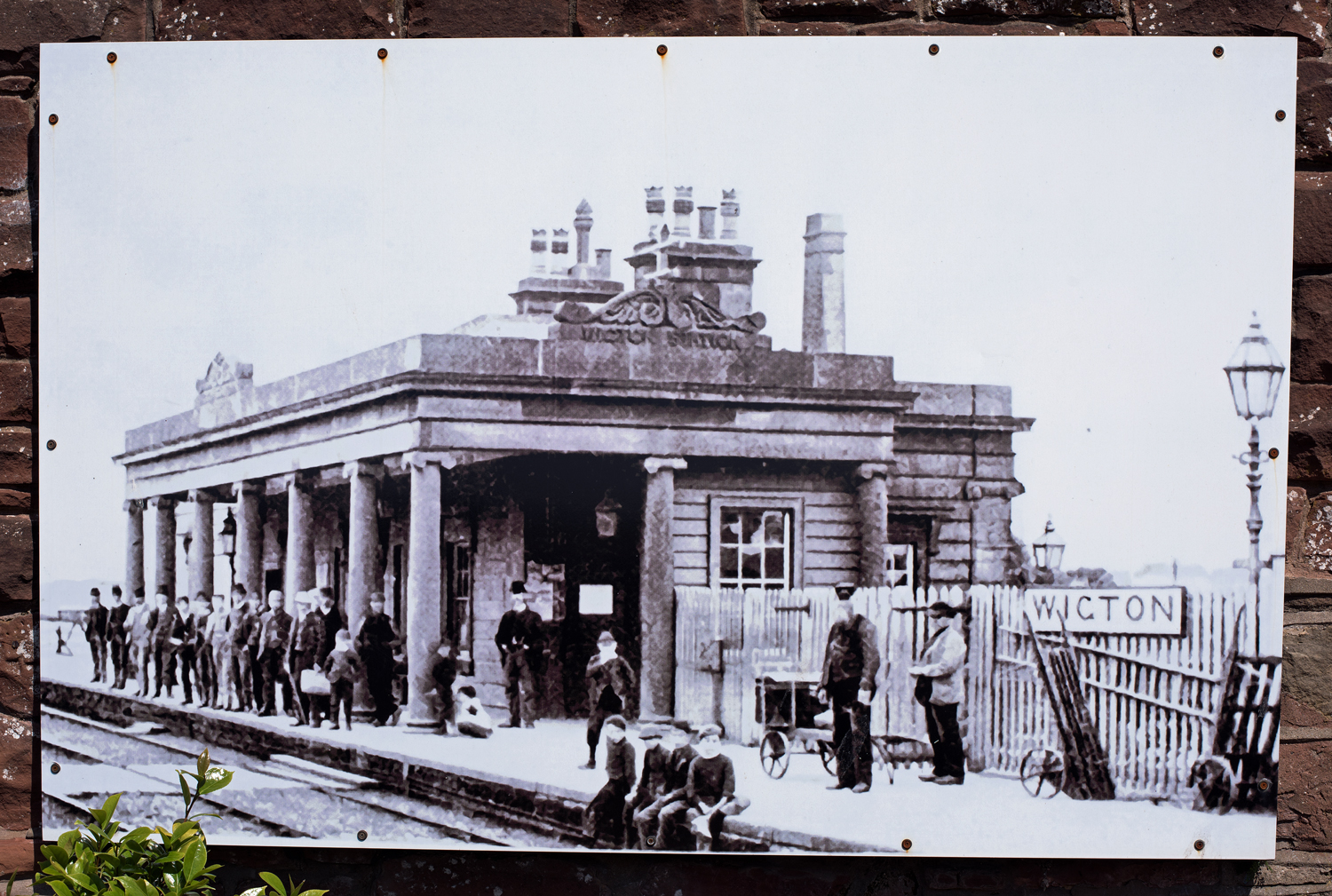
Stationsgebouw kort na de opening in 1843